# Gymnoscelis rufifasciata
La mariposa de doble banda (Gymnoscelis rufifasciata) es una especie de lepidóptero ditrisio de la familia Geometridae. Se encuentra ampliamente distribuida y es muy común en la región Paleártica, el Próximo Oriente y el Norte de África.

## Características
Esta es una especie variable pero siempre fácil de reconocer debido a dos bandas oscuras a través de las alas anteriores que dan a la especie su nombre común. Las alas posteriores son de color gris pálido con franjas más oscuras y un punto discal negro pequeño. La envergadura de las alas es de 15 a 19 milímetros. 

## Historia natural
Producen dos, a veces tres, puestas de huevos cada año y los adultos vuelan en abril y mayo (a veces antes), y durante julio y agosto, y a veces entrado ya el otoño. Vuelan de noche y son atraídas por la luz.
Las larvas se alimentan en las flores de una gran cantidad de plantas (ver la lista más abajo). Hibernan como pupas.

## Plantas reconocidas como alimento
- Calluna - Brezo
- Citrus
- Clematis
- Cynara - Cardo
- Cytisus
- Dianthus
- Diospyros
- Epilobium
- Ilex
- Ipomoea - Batata
- Lycopersicon - Tomate
- Malus - Manzana
- Olea - Olivo
- Rosa - Rosa
- Rubus
- Senecio
- Sorbus
- Ulex
- Vicia
- Zea - Maíz